# Capricornis sumatraensis
El serau común (Capricornis sumatraensis) es una especie de mamífero artiodáctilo de la familia Bovidae. Es propio de Asia. Se encuentra en Malasia, Tailandia e Indonesia. No se reconocen subespecies.